# Jules Audy
Jules Audy (* 2. September 1912 in Montreal; † 22. September 1989 in Illinois) war ein kanadischer Radrennfahrer.

## Sportliche Laufbahn
Audy, der 1928 mit dem Radsport begann, war Spezialist für Sechstagerennen, er fuhr sein erstes professionelles Rennen im Jahr 1931, als er mit dem niederländischen Fahrer Piet Van Kempen zum Sechstagerennen in Montreal antrat. Er beeindruckte die Zuschauer und seine Mitstreiter mit seiner Geschwindigkeit und Ausdauer und beendete das Rennen auf dem zweiten Platz. Sein nächstes Rennen bestritt er mit William Torchy Peden, beide verstanden sich auf Anhieb hervorragend. Die Mannschaft gewann 1931 in Minneapolis erstmals gemeinsam. Diese Partnerschaft dauerte über 11 Jahre und das Team Peden und Audy wurde eines der erfolgreichsten nordamerikanischen Teams im Sechstage-Rennsport. Sie starteten 30 Mal gemeinsam und gewannen neun Sechstagerennen. Während seiner Profikarriere als Sechstage-Rennfahrer nahm Jules Audy an 110 Sechstagerennen teil und gewann 14 davon. Audys Karriere dauerte von 1931 bis 1950. Sein letztes Rennen fuhr er 1950 im Madison Square Garden. Nach dem Ende seiner Laufbahn war er als Funktionär und Manager im Radsport tätig.

## Ehrungen
Jules Audy wurde 1988 in den Temple de la Renommee (Ruhmeshalle) der Federation Quebecoise des Sport Cyclistes aufgenommen.